# Manchester (Connecticut)
Pour les articles homonymes, voir Manchester (homonymie).
Manchester est une ville située dans le comté de Hartford, dans l'État du Connecticut aux États-Unis. Lors du recensement de 2010, Manchester avait une population totale de 58 241 habitants.

## Géographie
Selon le Bureau du Recensement des États-Unis, la superficie de la municipalité est de 27,68 milles carrés (71,69 km2), dont 27,40 milles carrés (70,97 km2) de terres et 0,28 milles carrés (0,73 km2) de plans d'eau (soit 1,52 %).

## Histoire
Manchester devient une municipalité en 1823. Elle doit son nom à la ville anglaise de Manchester (The Cotton City), en raison de ses importantes usines de coton et de soie.

## Démographie
D'après le recensement de 2000, il y avait 57 740 habitants, 23 197 ménages, et 14 010 familles dans la ville. La densité de population était de 775,3 hab/km2. Il y avait 24 256 maisons avec une densité de 343,6 maisons/km2. La décomposition ethnique de la population était : 82,77 % blancs ; 8,42 % noirs ; 0,20 % amérindiens ; 3,15 % asiatiques ; 0,03 % natifs des îles du Pacifique ; 3,12 % des autres races ; 2,31 % de deux ou plus races. 6,54 % de la population était hispanique ou Latino de n'importe quelle race.
Il y avait 23 197 ménages, dont 28,2 % avaient des enfants de moins de 18 ans, 43,8 % étaient des couples mariés, 13,0 % avaient une femme qui était parent isolé, et 39,6 % étaient des ménages non-familiaux. 31,1 % des ménages étaient constitués de personnes seules et 10,1 % de personnes seules de 65 ans ou plus. Le ménage moyen comportait 2,32 personnes et la famille moyenne avait 2,93 personnes.
Dans la ville la pyramide des âges était 22,8 % en dessous de 18 ans, 8,0 % de 18 à 24, 33,0 % de 25 à 44, 22,1 % de 45 à 64, et 14,2 % qui avaient 65 ans ou plus. L'âge médian était 36 ans. Pour 100 femmes, il y avait 91,2 hommes. Pour 100 femmes de 18 ans ou plus, il y avait 87,7 hommes.
Le revenu médian par ménage de la ville était 49 426 dollars US, et le revenu médian par famille était 58 769 $. Les hommes avaient un revenu médian de 41 893 $ contre 32 562 $ pour les femmes. Le revenu par habitant de la ville était 25 989 $. 8,0 % des habitants et 6,0 % des familles vivaient sous le seuil de pauvreté. 11,1 % des personnes de moins de 18 ans et 7,7 % des personnes de plus de 65 ans vivaient sous le seuil de pauvreté.
| 1850  | 1860  | 1870  | 1880  | 1890  | 1900   |
| ----- | ----- | ----- | ----- | ----- | ------ |
| 2 546 | 3 294 | 4 223 | 6 462 | 8 222 | 10 601 |

| 1910   | 1920   | 1930   | 1940   | 1950   | 1960   |
| ------ | ------ | ------ | ------ | ------ | ------ |
| 13 641 | 18 370 | 21 973 | 23 799 | 34 116 | 42 102 |

| 1970   | 1980   | 1990   | 2000   | 2010   | - |
| ------ | ------ | ------ | ------ | ------ | - |
| 47 994 | 49 761 | 51 618 | 54 740 | 58 241 | - |

## Central Manchester
Central Manchester est un district de la municipalité qui avait une population totale de 30 577 habitants selon le recensement de 2010 (Manchester CDP). La superficie du district est de 6,50 milles carrés (16,83 km2), dont 6,46 milles carrés (16,73 km2) de terres et 0,04 milles carrés (0,1 km2) de plans d'eau (soit 0,62 %).

### Démographie
D'après le recensement de 2000, il y avait 30 595 habitants, 13 080 ménages, et 7 586 familles dans le district. La densité de population était de 1 831,4 hab/km2. Il y avait 13 640 maisons avec une densité de 816,5 maisons/km2. La décomposition ethnique de la population était : 83,20 % blancs ; 8,30 % noirs ; 0,21 % amérindiens ; 2,41 % asiatiques ; 0,04 % natifs des îles du Pacifique ; 3,35 % des autres races ; 2,48 % de deux ou plus races. 6,96 % de la population était hispanique ou latino de n'importe quelle race.
Il y avait 13 080 ménages, dont 27,9 % avaient des enfants de moins de 18 ans, 40,0 % étaient des couples mariés, 13,9 % avaient une femme qui était parent isolé, et 42,0 % étaient des ménages non-familiaux. 32,7 % des ménages étaient constitués de personnes seules et 11,7 % de personnes seules de 65 ans ou plus. Le ménage moyen comportait 2,31 personnes et la famille moyenne avait 2,97 personnes.
Dans le district la pyramide des âges était 23,4 % en dessous de 18 ans, 8,4 % de 18 à 24, 33,3 % de 25 à 44, 20,1 % de 45 à 64, et 14,8 % qui avaient 65 ans ou plus. L'âge médian était 36 ans. Pour 100 femmes, il y avait 92,8 hommes. Pour 100 femmes de 18 ans ou plus, il y avait 88,9 hommes.
Le revenu médian par ménage du district était 43 977 dollars US ($), et le revenu médian par famille était de 53 979 $. Les hommes avaient un revenu médian de 39 913 $ contre 30 218 $ pour les femmes. Le revenu par habitant du district était 22 656 $. 9,4 % des habitants et 6,8 % des familles vivaient sous le seuil de pauvreté. 13,3 % des personnes de moins de 18 ans et 8,1 % des personnes de plus de 65 ans vivaient sous le seuil de pauvreté.

## Personnalités
- Dorian Shainin (1914 - 2000) ingénieur qualité

- Dana White (28 juillet 1969) président de l'Ultimate Fighting Championship (UFC)